# RV George Bligh
Le RV George Bligh (RV en anglais : Research Vessel) était un navire de recherche halieutique exploité par le ministère de l'Agriculture, de la Pêche et de l'Alimentation-Direction des pêches entre 1921 et 1939, désormais connu sous le nom de Centre des sciences de l'environnement, des pêches et de l'aquaculture (Royaume-Uni) (Cefas).

## Historique
Le RV George Bligh était basé au port de Lowestoft, bien qu’il soit enregistré à Londres et avait à l’origine été construit comme un chalutier armé de classe Mersey.
Plusieurs des chalutiers de l’Amirauté de la classe Mersey ont été nommés en mémoire du navire de Nelson, le HMS Victory. Celui-ci tire son nom du capitaine George Miller Bligh (1780-1834), officier de la Royal Navy, qui servit pendant les guerres de la Révolution française et des guerres napoléoniennes et finit par atteindre le rang de capitaine. Il était présent à bord du HMS Victory lors de la bataille de Trafalgar et a été grièvement blessé pendant l'action.

### Construction et Première Guerre Mondiale
Le chalutier George Bligh , a été construit par la société Cochrane Shipbuilders (en), à Selby (Yorkshire). Il a été mis à l'eau le 24 mars 1917 et achevé en juillet 1917. Mis en service en 1920, il a été acheté par le Ministère de l'Agriculture, de la Pêche et de l'Alimentation (Royaume-Uni) à Londres et converti en navire de recherche pour les pêcheries.
La Scottish Fisheries Protection Agency (en) a obtenu un chalutier similaire et a été renommé FRV Explorer et un autre de la classe Mersey est devenu le navire de recherche danois Dana II (Dana (1921) (en)). Un quatrième chalutier de la classe Mersey portant l’ancien nom "John W Johnson" a été renommé Cape Agulhas et a été exploité par la Station de recherche sur les pêches de Terre-Neuve-et-Labrador pendant plusieurs mois chaque année, de 1931 à 1935. Tous avaient la même forme de coque et une superstructure différente, en fonction de la nature de la recherche scientifique à laquelle ils étaient destinés.
Le RV George Bligh n’a été mis en service qu’en avril 1921. Pour permettre des missions de recherche avant sa mise en service, les commissaires ont accordé une subvention au chalutier SS Joseph & Sarah Miles de la Fishermen's Mission (en), entre mai 1920 et mai 1921.

### Service en tant que navire de recherche sur la pêche
Le RV George Bligh a été le principal navire de relevé des pêches utilisé par le ministère de l'Agriculture, des Pêcheries et de l'Alimentation du Royaume-Uni de 1921 à 1939. Il a été largement utilisé pour évaluer l'état des stocks de poissons de la mer du Nord, de la mer d'Irlande et de la Manche dans le cadre de la contribution du Royaume-Uni au Conseil international pour l'exploration de la mer (CIEM) .
La première mission du RV George Bligh eut lieu en avril 1921. Au cours de cette période, il fut chargé d'enquêter sur la bathymétrie et de déterminer si le chalutage pouvait être effectué au large du nord-ouest de l'Écosse. George Bligh Bank (en), un mont sous-marin situé dans le fossé de Rockall, a été découvert au cours de cette mission et porte le nom du RV George Bligh.
En juillet 1921, le RV George Bligh entreprit des études approfondies sur le benthos de Dogger Bank, dans le but d’étudier la nourriture de fond des poissons de consommation.
Le besoin de rigueur financière et le manque de carburant, provoqués par une grève des mineurs, ont rendu impossible de missionner à plein temps le navire. Il a aussi été immobilisé à Lowestoft pendant cinq mois en 1930 durant la Grande Dépression et en raison de la pénurie de personnel. Le 10 juin 1931, il fut ré-enregistré à Londres. En 1935, le navire a été envoyé en Islande afin de préserver la continuité des recherches danoises. Il a effectué des recherches approfondies sur les populations de merlu dans une région située au sud-ouest de l'Irlande.
Alister Hardy, alors qu'il travaillait pour le laboratoire de Lowestoft, a étudié le régime alimentaire planctonique du hareng de la mer du Nord (Clupea harengus) à bord du RV George Bligh. Il a ensuite étudié le contenu stomacal de différents stades de développement du hareng et les migrations associées avec le plancton. Au cours de cette période, Hardy a mis au point un «indicateur de plancton» pouvant être déployé à partir d'un harenguier qui devint le précurseur de son enregistreur de plancton continu, le Continuous Plankton Recorder (en) (CPR).

### Seconde guerre mondiale et service d'après-guerre
En septembre 1939, le RV George Bligh fut réquisitionné par l’ Amirauté et converti en navire de défense Boom (pennant number Z178). La principale fonction d'un navire de défense était de poser et d'entretenir des filets en acier anti-torpilles ou anti-sous-marins. Les filets pouvaient être posés autour d'un navire au mouillage ou autour des ports ou d'autres mouillages.
Vers 3 heures du matin, le 3 février 1940, le HMT George Bligh fut attaqué par un avion ennemi alors qu'il opérait au large de Gorleston-on-Sea, près de Great Yarmouth. À l'époque, le principal rôle du HMT George Bligh était de vérifier les documents de tous les navires avant leur entrée dans le port .
En janvier 1942, le HMT George Bligh figurait sur la liste des nombreux navires de défense affectés à la patrouille auxiliaire de Scapa Flow (Les Orcades).
En décembre 1945, George Bligh fut rendu à son ancien propriétaire, le ministère de l'Agriculture, des Pêcheries et de l'Alimentation du Royaume-Uni. En 1947, il fut vendu à Inch Fishing Co Ltd, Granton et renommé Inchkenneth GN26. Le 13 novembre 1954, l est vendu à titre de ferraille à la British Iron & Steel Corporation (BISCO) et arrive à Charlestown (Fife) et il a ensuite été abandonné par Shipbreaking Industries Ltd à Charlestown.

## Navires du Cefas
| - RV Huxley (1899-1902) - SY Hildegarde et SY Hiawatha (1912–1914) - SS Joseph & Sarah Miles (1920–1922) - RV Onaway (1930–1960) - RV Platessa (1946–1967) - RV Ernest Holt (1946–1971) - RV Sir Lancelot (1947–1960) | - RV Tellina (1960–1981) - RV Clione (1961–1988) - RV Corella (1967–1983) - RV Cirolana (1970–2003) - RV Corystes (1988–2003) - RV Cefas Endeavour (2003–present) |

### Note et référence
1. ↑  George Bligh LO 309
2. ↑  Site ICES-CIEM
3. ↑  Attaque du HMT George Bligh le 3 février 1940

- (en) Cet article est partiellement ou en totalité issu de l’article de Wikipédia en anglais intitulé « RV George Bligh » (voir la liste des auteurs).